# Comté de Pondera
Le comté de Pondera est l’un des 56 comtés de l’État du Montana, aux États-Unis. Le siège et la plus grande ville du comté est Conrad.

## Comtés adjacents
- Comté de Glacier, Montana (nord)
- Comté de Toole, Montana (nord)
- Comté de Liberty, Montana (est)
- Comté de Chouteau, Montana (est)
- Comté de Teton, Montana (sud)
- Comté de Flathead, Montana (ouest)

### Géolocalisation
|                   | Comté de Glacier Comté de Toole |                                    |
| Comté de Flathead | Comté de Pondera                | Comté de Liberty Comté de Chouteau |
|                   | Comté de Teton                  |                                    |

## Principales villes
- Conrad
- Valier